# Canadian Soccer League 2011
La Canadian Soccer League 2011 fue la décima cuarta edición de la liga de fútbol canadiense. Estuvo organizada por la Asociación Canadiense de Fútbol y participaron 13 clubes.
El SC Toronto fue el equipo campeón del certamen, después de haber alcanzado 63 puntos en la clasificación final. Anotó 71 goles y perdió solo 3 encuentros.
En cuanto a los premios, el jugador más valioso fue Tihomir Maletic del Toronto Croatia, el goleador del certamen lo ganó Stefan Vukovic del TFC Academy, el arquero del año ganado por Scott Cliff del SC Toronto y el director técnico del año fue Velemir Crljen del Toronto Croatia, entre otros.

## Equipos
Todos los equipos del torneo:
- SC Toronto
- Toronto Croatia
- Capital City
- Brampton United
- Serbian White Eagles
- Montreal Impact Academy
- Mississauga Eagles
- York Region Shooters
- Brantford Galaxy
- TFC Academy
- London City
- St. Catharines Wolves
- Windsor Stars
- North York Astros

## Tabla general
| Posición              | Equipo                  | PJ | PG | PP | PE | GF | GC | GD  | Puntos |
| --------------------- | ----------------------- | -- | -- | -- | -- | -- | -- | --- | ------ |
| 1                     | SC Toronto              | 26 | 20 | 3  | 3  | 71 | 24 | +47 | 63     |
| 2                     | Toronto Croatia         | 26 | 18 | 5  | 3  | 62 | 21 | +41 | 59     |
| 3                     | Capital City            | 26 | 15 | 7  | 4  | 52 | 22 | +30 | 52     |
| 4                     | Brampton United         | 26 | 15 | 3  | 8  | 61 | 43 | +18 | 48     |
| 5                     | Serbian White Eagles    | 26 | 13 | 7  | 6  | 41 | 26 | +15 | 46     |
| 6                     | Montreal Impact Academy | 26 | 13 | 5  | 8  | 57 | 43 | +14 | 44     |
| 7                     | Mississauga Eagles      | 26 | 13 | 3  | 10 | 44 | 29 | +15 | 42     |
| 8                     | York Region Shooters    | 26 | 12 | 6  | 8  | 40 | 30 | +10 | 42     |
| 9                     | Brantford Galaxy        | 26 | 9  | 3  | 14 | 33 | 53 | −20 | 30     |
| 10                    | TFC Academy             | 25 | 8  | 3  | 14 | 43 | 44 | −1  | 27     |
| 11                    | London City             | 26 | 6  | 3  | 17 | 28 | 56 | −28 | 21     |
| 12                    | St. Catharines Wolves   | 26 | 5  | 4  | 17 | 28 | 77 | −49 | 19     |
| 13                    | Windsor Stars           | 26 | 3  | 4  | 19 | 28 | 67 | −39 | 13     |
| 14                    | North York Astros       | 25 | 0  | 6  | 19 | 19 | 72 | −53 | 6      |
| Estadísticas finales. |                         |    |    |    |    |    |    |     |        |

 PJ = Partidos jugados; PG = Partidos ganados; PP = Partidos perdidos; PE = Partidos empatados;
GF = Goles a favor; GC = Goles en contra; GD = Goles de diferencia
| \| \| Equipos clasificados a una ronda eliminatoria \| |                                               |
|                                                        | Equipos clasificados a una ronda eliminatoria |

## Rondas eliminatorias

### Primera ronda
| Equipo            | Marcador  | Equipo                  | Ref   |
| ----------------- | --------- | ----------------------- | ----- |
| SC Toronto        | 4-4 (2-4) | York Region Shooters    | [ 3 ] |
| Toronto Croatia   | 8-1       | Mississauga Eagles FC   | [ 3 ] |
| Capital City F.C. | 3-2       | Montreal Impact Academy | [ 3 ] |
| Brampton United   | 0-8       | Serbian White Eagles    | [ 3 ] |

### Semifinales
| Equipo            | Marcador | Equipo               | Ref   |
| ----------------- | -------- | -------------------- | ----- |
| Toronto Croatia   | 2-0      | York Region Shooters | [ 4 ] |
| Capital City F.C. | 5-0      | Serbian White Eagles | [ 5 ] |

### Final
| Equipo          | Marcador | Equipo            | Ref   |
| --------------- | -------- | ----------------- | ----- |
| Toronto Croatia | 1-0      | Capital City F.C. | [ 6 ] |

## Premios
- Jugador más valioso: Tihomir Maletic (Toronto Croatia)[2]
- Goleador: Stefan Vukovic, TFC Academy[2]
- Arquero del año: Scott Cliff, SC Toronto[2]
- Defensor del año: Sven Arapovic, Toronto Croatia[2]
- Rookie del año: Akil DeFreitas, Capital City FC[2]
- Director técnico del año: Velemir Crljen, Toronto Croatia[2]
- Árbitro del año: David Barrie[2]